# Românești (gmina w okręgu Jassy)
Românești – gmina w Rumunii, w okręgu Jassy. Obejmuje miejscowości Avântu, Românești i Ursoaia. W 2011 roku liczyła 1908 mieszkańców.